# Ophyx bipartita
Ophyx bipartita är en fjärilsart som beskrevs av Achille Guenée 1852. Ophyx bipartita ingår i släktet Ophyx och familjen nattflyn. Inga underarter finns listade i Catalogue of Life.